# 百々路山
百々路山（どどろやま）は、徳島県海部郡牟岐町にある山である。標高386.4m。

## 地理
牟岐町の中央やや西寄りにある山で台ノ山とも呼ばれている。JR牟岐線の牟岐駅の北西に位置し、山域は東西に広がり、南北1.5km、東西3kmである。山容はなだらかで雄大である。16世紀に牟岐大膳充が築いた牟岐城が牟岐駅の南東部の観音山（城山）にあり、この山は牟岐城の物見櫓のあった所で、頂上は平垣になっている。
全山雑樹に覆われ、タブ・ヒメユズリハ・カクレミノ・ヤマモガシ・ヤブツバキなどが繁茂する。地質は四万十帯に属す砂岩からなる。